# Stenka Razine
 (octobre 2013).
Si vous disposez d'ouvrages ou d'articles de référence ou si vous connaissez des sites web de qualité traitant du thème abordé ici, merci de compléter l'article en donnant les références utiles à sa vérifiabilité et en les liant à la section « Notes et références ».
Pour les articles homonymes, voir Razine et Stenka Razine (homonymie).
Stepan (Stenka) Timofeïevitch Razine (en russe : Степан (Стенька) Тимофеевич Разин, en ukrainien : Степан Тимофійович Разін ; 1630-1671) est un chef cosaque et pirate qui mena un soulèvement contre la noblesse et la bureaucratie tsariste dans le sud de la Russie.

## Biographie

### Débuts
La première trace de Stepan Razine remonte à 1661, lors d'échanges diplomatiques entre les Cosaques du Don et les Kalmouks tatars, durant lesquels il participa à plusieurs ambassades de la Troupe du Don chez les Moscovites. La même année, Razine effectua un long pèlerinage jusqu'au monastère Solovetski, situé sur la mer Blanche. Il se fit ensuite connaître en tant que chef d'une communauté de voleurs établis à Panchinskoïe, entre les rivières Tichina et Ilovlia, où il vivait de pillages et de vols.
Issu d'une famille riche, Razine est décrit par ses contemporains comme un homme d'expérience, énergique et intelligent. Le voyageur hollandais Struys décrit en 1669 « Stepko Radzin, que ses cruautés ont rendu célèbre » : « Il avait l'air grand, le port noble, et la mine fière. Sa taille était avantageuse, et son visage un peu gâté de la petite vérole. Il avait le don de se faire craindre, et celui de se faire aimer ».
Les guerres de 1654-1667 contre la Pologne et de 1656-1658 contre la Suède pesèrent lourdement sur le peuple russe. Les taxes et la conscription augmentèrent. Beaucoup de paysans espéraient y échapper, ainsi qu'au servage, en rejoignant les Cosaques dirigés par Stepan Razine qui furent aussi rejoints par des représentants de groupes exclus par le gouvernement russe, comme les classes les plus basses de la société et les ethnies non russes opprimées.
Le premier exploit de Razine fut de détruire un grand convoi bateaux de fret transportant des richesses appartenant à de riches marchands moscovites ou au patriarche. Razine descendit la Volga avec une flotte de quarante-cinq galères, s'emparant des forts importants de cette voie et dévastant le pays. Au début de l'année 1668 il vainquit le voïvode Iakov Bezobrazov, envoyé contre lui depuis Astrakhan, et durant le printemps, il embarqua pour une expédition de pillage en Perse qui dura dix-huit mois.

### L'expédition perse

Stenka Razine naviguant sur la mer Caspienne (Vassili Sourikov).

Naviguant sur la mer Caspienne, il ravagea la côte perse depuis Derbent jusqu'à Bakou, massacrant les habitants de Racht et, durant l'année 1669, s'établit sur l'île de Suina (en) puis battit en juillet une flotte perse lancée contre lui. Razine et ses hommes s'emparèrent d'un abondant butin ainsi que du fils et de la fille de Mendy-chah. Stenka Razine, comme il était généralement appelé, devint dès lors un potentat que les princes ne pouvaient ignorer.
En août 1669 il réapparut à Astrakhan et accepta une offre avantageuse de pardon formulée par le tsar Alexis Mikhaïlovitch. Le peuple était alors fasciné par ses aventures. Les régions russes les moins assujetties à la loi, près d'Astrakhan, où l'atmosphère était dangereuse et où beaucoup de gens étaient encore nomades, étaient propices à une rébellion comme celle de Razine.
En septembre 1669, effrayés par la puissance de Razine, les voïvodes d'Astrakhan lui ouvrirent les portes de la ville en échange d'une part de son butin. Ce même mois, les détachements de Razine remontèrent la Volga et occupèrent Tsaritsyne. Après avoir libéré les détenus, ils revinrent, accompagnés de centaines de travailleurs d'Astrakhan et de Tsaritsyne, sur le Don. De multiples actes de brigandage eurent ensuite lieu.

### La campagne de Razine
En 1670, Razine, pendant son retour vers le quartier général cosaque situé sur le Don, commença une rébellion ouverte contre le gouvernement, capturant Tcherkassy, Tsaritsyne et d'autres lieux. Il pénétra le 24 juin dans Astrakhan même, avec une armée de 7 000 hommes surtout composée de cosaques pauvres et de paysans fugitifs. Après avoir massacré tous ceux qui s'opposaient à lui, dont deux princes Prozorovsky, et pillé les riches bazars de la ville, il fit d'Astrakhan une république cosaque, divisant la population en milliers, centaines et dizaines, avec leurs propres officiers. Dirigés par des vétchés (assemblées russes) ou des assemblées générales, leur première mesure fut de proclamer Stepan Razine leur gosudar, c'est-à-dire leur souverain.

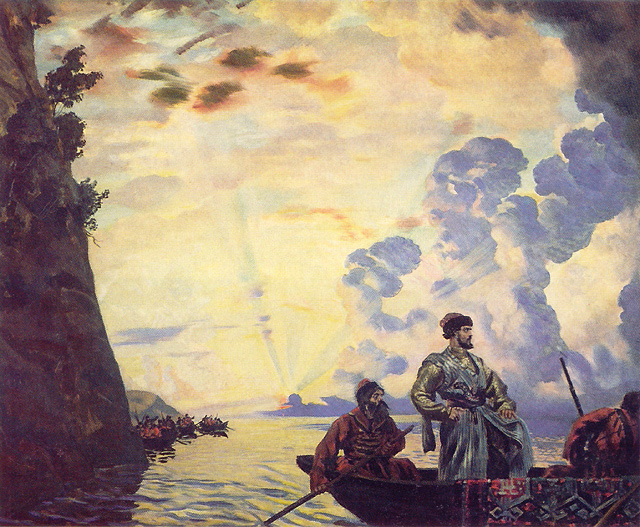
Stepan Razine sur la Volga.

Après trois semaines de carnages et de débauches, Razine quitta Astrakhan avec deux cents bateaux remplis de troupes pour établir la république cosaque le long de la Volga, afin d'avancer ensuite jusqu'à Moscou. Saratov et Samara furent prises, mais la ville de Simbirsk résista, et après deux batailles sanglantes près de la rivière Sviaga (1er puis 4 octobre), Razine fut mis en déroute et s'enfuit par la Volga, laissant la majorité de ses troupes et de ses fidèles aux mains des vainqueurs.
La défaite de Simbirsk s'explique surtout par le fait que les troupes de Razine, fortes de vingt mille combattants, formaient une armée indisciplinée et mal organisée, qui affronta des troupes régulières entraînées selon les méthodes occidentales. En effet, à la garnison placée sous le commandement du voïvode Ilya Miloslavski vinrent s'ajouter des renforts du prince Bariatinski, venu de Kazan.

### La rébellion populaire
Mais la rébellion se propagea par d'autres moyens. Les émissaires de Razine, partis de Tsaritsyne armés de proclamations enflammées, allèrent dans les gouvernements modernes de Nijni Novgorod, Tambov, Penza et même jusqu'à Moscou et Novgorod. Il ne fut pas difficile d'inciter la population oppressée à la révolte par la promesse d'une délivrance. Razine proclama que son objectif était de renverser les boyards et les officiers, d'installer l'absolue égalité dans toute la Moscovie, en supprimant les hiérarchies.
Razine proclamait son hostilité aux boyards et aux maîtres, mais ne faisait pas du tsar son ennemi. La rumeur voulait alors que Razine eût pour compagnons le tsarévitch Alexis et le patriarche Nikon disgracié. Le peuple et les soldats firent bon accueil aux idées de Razine, et les tribus indigènes souhaitèrent même renverser l'ordre établi. Dans les villes où il passa, les membres des classes supérieures furent massacrés.
Les populations de la Volga, Tchouvaches, Maris, Mordves, Tatars, se joignirent aux insurgés. Toute la région de la Volga et l'est de l'Ukraine s'étaient soulevés, les paysans assiégeant les couvents et mettant à sac les domaines.

### L'issue de la révolte
Le 30 novembre 1670, les troupes du Général Iouri Dolgoroukov reprirent Temnikov. Alena Arzamasskaia, capturée, fut brûlée vive sur le bûcher.
Au début de l'année 1671, l'issue de la lutte était encore incertaine. Huit batailles menées durant l'insurrection entraînèrent des signes d'épuisement de la part des troupes de Razine, qui n'étaient pas composées de soldats réguliers et qui n'avaient pas l'entrainement nécessaire à une guerre, et cela continua six mois. Cependant, à Simbirsk, le prestige de Razine avait été dissipé. Même ses propres campements à Saratov et Samara refusèrent de lui ouvrir leurs portes et les Cosaques du Don, apprenant qu'il avait été excommunié par le patriarche de Moscou, se déclarèrent même hostiles.
En 1671, lui et son frère Frol Razine furent capturés à Kagalnyk, sa dernière forteresse, et acheminés par les autorités cosaques jusqu'à Moscou, où, après torture, le 6 juin 1671, Stepan fut traîné, pendu et équarri sur la place Rouge.
Astrakhan, dernier foyer de la révolte, se rendit à son tour quelques mois plus tard.

## Conséquences de la révolte de Razine

### Conséquences directes
La révolte de Razine fut spontanée, locale, sans programme politique bien arrêté. Même s'il combattait le système féodal, il se proclamait tsariste. Cependant, le gouvernement étouffa l'insurrection et durcit sa politique, menant des représailles massives. De nombreuses chansons racontent son histoire et en font toutefois un héros populaire.
Razine préfigure la révolte de Iemelian Pougatchev, également menée par les cosaques du Don.

### Interprétation de la révolte de Razine par l'URSS
La révolte de Stenka Razine fut enseignée dans les livres d'histoire de l'URSS. Elle constituait, selon les historiens soviétiques, un acte prérévolutionnaire, en quelque sorte une prémisse de la révolution de 1905, car Razine est décrit comme un libérateur se rebellant contre les autorités tyranniques tsaristes, et obtenant le soutien du peuple. Les exécutions, pillages et massacres commis par Razine ne sont que rarement évoqués.
Selon certains livres, l'œuvre de Razine fut « un vigoureux acte de lutte du peuple pour sa libération, une importante étape de la formation de ses traditions révolutionnaires ».
Le régime soviétique ira jusqu'à donner son nom à « l'usine Stepan Razine de production de bière et de boissons sans alcool de Saint-Pétersbourg ».

### Autres interprétations politiques de la révolte
- Prosper Mérimée, travaillant à partir du folklore, qui fait du bandit un héros immortel, autant que des documents d'archives, voit principalement en Stenka Razine un mythe qui participe à la définition du caractère russe[7].
- Bakounine, lui, voyait dans la révolte de Razine l'œuvre d'une minorité de déclassés, de hors-la-loi et de bandits, qui, selon lui, devaient être les moteurs de la révolution russe suivante.
- Léon Trotsky se réfère souvent dans ses écrits à Stepan Razine, présenté comme meneur de soulèvement paysan. D'après lui, ces derniers ont permis à Razine et à Pougatchev d'émerger, puis servirent de fondations à la lutte d'autres classes de la population. Le cas de Razine montre selon lui qu'une révolution ne peut pas être fondée sur une base purement paysanne. En 1924, dans son œuvre Littérature et Révolution, il décrit l'influence de Razine dans la littérature russe et en tire des conclusions politiques.

« Dans l'histoire, la paysannerie ne s'est jamais élevée de manière indépendante à des buts politiques généraux. Les mouvements paysans ont donné un Pougatchev ou un Stenka Razine et, toujours réprimés, servirent de fondation à la lutte d'autres classes. Il n'y a jamais eu nulle part de révolution purement paysanne. »

- Eric Hobsbawm voit en Razine un « formidable exemple » du bandit social qui légitime sa révolte en adoptant le statut d'un gouvernant, comme plusieurs autres chefs de bandits et de Cosaques. Comme d'autres brigands dans plusieurs pays « nous les voyons tuer, brûler, piller, détruire les documents en rapport avec le servage et la sujétion, mais manquer de tout programme en dehors de la destruction de l'appareil de l'oppression[8] ».

## Stenka Razine dans la culture
Le nom Razine, formé en russe sur raz, signifiant, comme nom, « une fois », et comme préfixe, la dispersion, évoque le désarroi, la débâcle, le chaos (razval). Le verbe razinout signifie « ouvrir grand la bouche ».

### Musique
- Stenka Razine est le héros d'un chant populaire russe dont Dmitri Sadovnikov écrivit les paroles, plus connu sous le nom de « Volga, Volga mat'rodnaya » (Волга, Волга, мать родная) ou « Iz-za ostrova na strezhen » (Из-за острова на стрежень, premières paroles de la chanson). Le chant fut utilisé dans le film russe Ponizovaya Volnitsa tourné par Vassili Gontcharov en 1908. La mélodie fut reprise par Tom Springfield dans la chanson The Carnival is Over qui, en 1965, plaça The Seekers en première place des ventes au Royaume-Uni et en Australie.

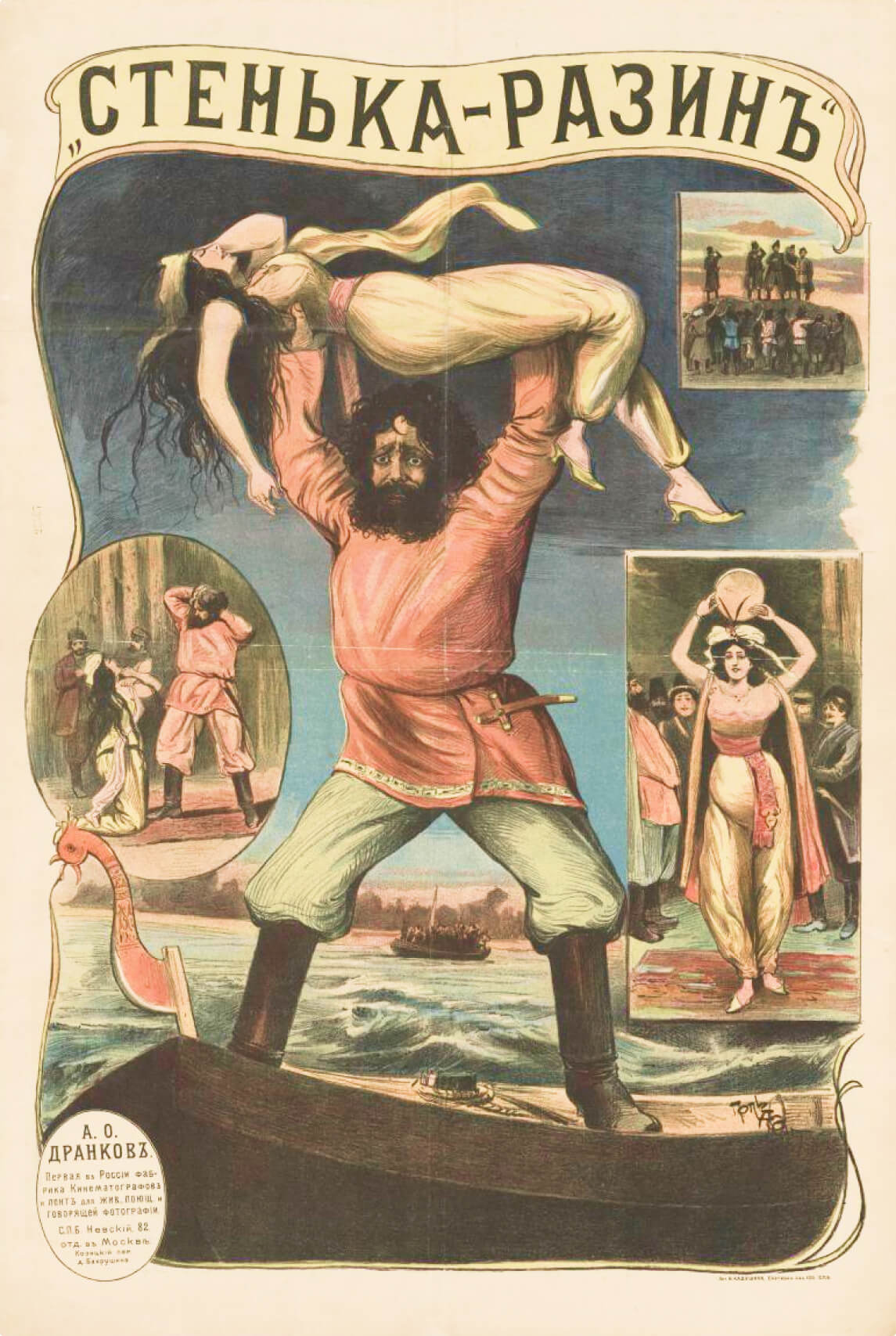
Stenka Razine jetant la princesse à l'eau.

L'extrait de chant ci-après, le plus connu, narre que Razine jeta sa maîtresse par-dessus bord pour prouver à ses hommes qu'il ne les avait pas oubliés et qu'il croyait encore à ses idéaux.

« Rassemblez-vous et écoutez ce chant ancien

À propos de Stenka Razine le cosaque !

Au détour d'un méandre, au-delà de l'île

Là où s'élargit la Volga

D'élégants trois-mâts aux couleurs vives

Et multicolores fendent les eaux.

Sur le navire de tête, Stenka Razine

Grisé et d'humeur joyeuse

Est assis, passionné, avec sa princesse

Ils célèbrent leur nouvelle alliance.

Autour de lui l'équipage ronchonna

"Il nous abandonne pour cette fille

Qu'il a courtisée l'espace d'une nuit ;

Il en a perdu la tête.

Ô Volga, Volga, mère très chère

Volga, grand fleuve de Russie

Il vous reste à recevoir le présent

D'un cosaque du Don !" »

Cette chanson, reprise par nombre d'interprètes tels Fédor Chaliapine, Paul Mauriat ou les chœurs de l'Armée rouge, s'accompagne notamment à l'accordéon.
- Le compositeur Dmitri Chostakovitch composa, en 1964, une cantate, L'Exécution de Stenka Razine op.119, sur un poème de Evgueni Evtouchenko parfois appelée la Mort de Stenka Razine. L’œuvre fut créé en 1964 sous la direction de Kirill Kondrachine, dans une certaine indifférence, probablement secondaire à la situation politique[11].
- Alexandre Glazounov, compositeur russe, écrivit en 1885 un poème symphonique intitulé «Stenka Razine».
- Ivan Rebroff en a interprété une version en russe.
- Accompagné des Compagnons de la chanson, le Français Charles Aznavour a interprété une chanson intitulée La Légende de Stenka Razine, adaptation de la chanson évoquant Razine jetant sa maîtresse à l'eau. Cette dernière serait une princesse capturée lors de l'expédition perse. En introduisant des rimes et en étoffant le style, il créa une chanson rythmée. Extrait :

« Mais Razine reste calme

Grincez les dents, haussez le ton

Rien ne peut changer son âme

Ni l'amour, ni la rébellion

Levant de ses mains puissantes

Pleurent les joies, crève l'espoir

Son aimée frêle et tremblante

Il la jette dans les eaux noires. »

### Cinéma

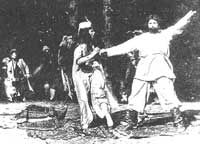
Photo tirée du film Stenka Razine.

On peut considérer comme le premier film russe le film Stenka Razine (1908), illustrant ses exploits. Le scénario est de Vassili Gontcharov, la réalisation de Vladimir Romachkov et il est produit par Alexandre Drankov. C'est dans ce film que l'on retrouve la chanson populaire Volga, Volga mat'rodnaya, composée spécialement. Le scénario tourne autour du thème récurrent des chansons populaires sur Stepan Razine. Les cosaques de Stepan Razine, jaloux de l'attention qu'il porte à sa femme, rédigent une lettre accusant la princesse de trahison, puis la remettent à Razine qui ordonne alors de naviguer sur la Volga, où il précipite sa femme dans l'eau.
Ce film rencontre un grand succès car il traite d'un sujet national, connu de toute la population russe, et est interprété avec une musique traditionnelle. Dans certaines salles, un chœur de chanteurs interprète les chansons du film, dont « Stenka Razine ».
En 1939 un deuxième film intitulé Stepan Razine, avec le grand acteur Vladimir Gardine, fut réalisé par Olga Preobrajenskaïa. Il ne rencontra que peu de succès.

### Littérature
- Le célèbre poète russe Alexandre Pouchkine, en 1826, consacre une série de poèmes à Stenka Razine, dont il admire la révolte. Pouchkine dédie des poèmes aux grands révoltés que sont Razine et Pougatchev.
- Nombre de poètes se réfèrent à Razine et à Pougatchev en tant que symboles de la rébellion. Vassili Kamenski fit le plus souvent référence à Razine. L'écrivain révolutionnaire Victor Serge lui consacre une partie de son poème Histoire de Russie, l'opposant au tsar Alexis Mikhaïlovitch.
- La bande dessinée Taïga fait apparaître le personnage de Stepan Razine, qui accompagne le héros Roslav Tarelkine.
- La littérature soviétique évoque souvent Stepan Razine. Ainsi, lors de la commémoration en 1918 de la révolution (à Pétrograd), un poème du Proletkoult décrit ainsi le cortège :

« Invisibles dans les rangs/marchent Stenka Razine et le fier Spartacus,/ le communard français et le Polonais, morts dans des luttes sanglantes/. La liberté les conduit vers le terrible combat final. »

- Jules Verne, dans son roman Michel Strogoff, décrit le personnage d'Ivan Ogareff en énonçant qu'il présente les traits de Razine : « On l’eût pris, à l’entendre, pour l’un de ces cruels descendants de Stepan Razine, le célèbre pirate qui ravagea la Russie méridionale au XVIIIe siècle […] ». Jules Verne situe ainsi par erreur Razine au XVIIIe siècle, peut-être pensait-il à Pougatchev.
- Ivan Tourgueniev, dans sa nouvelle Fantômes, fait pousser au héros le cri de guerre des troupes de Stenka Razine : Sarine na kitchtka!

### Jeu vidéo
On trouve une référence à Stepan Razine dans le jeu vidéo Cossacks: European Wars. Dans la première mission de la campagne russe, l'objectif est justement de mater la révolte de Stepan Razine. Cette mission place le joueur au commandement de régiments de lanciers et de strelets. Dès le début de la mission, un paysan trahit et épouse la cause de Razine, puis il faut mater la révolte grâce à l'aide d'un membre de l'Okhrana (police secrète du tsar) qui découvrira où se trouve Razine. Ce jeu décrit bien le dédain de l'aristocratie pour la paysannerie, avec des mots injurieux comme « maraud » désignant le paysan russe et de menaces adressées aux classes inférieures.
Stepan Razine est aussi présent dans le jeu Mount and Blade: With Fire and Sword en tant que prétendant au trône du royaume de Moscovie.